# Римешть (Хорезу, Вилча)
Римешть, Римешті (рум. Râmești) — село у повіті Вилча в Румунії. Адміністративно підпорядковане місту Хорезу.
Село розташоване на відстані 185 км на північний захід від Бухареста, 31 км на захід від Римніку-Вилчі, 93 км на північ від Крайови, 138 км на південний захід від Брашова.

## Населення
За даними перепису населення 2002 року у селі проживали 286 осіб, усі — румуни. Усі жителі села рідною мовою назвали румунську.